# Grewia stenophylla
Grewia stenophylla är en malvaväxtart som beskrevs av Boj.. Grewia stenophylla ingår i släktet Grewia och familjen malvaväxter. Inga underarter finns listade i Catalogue of Life.